# Juan Ignacio Silva Naranjo
Juan Ignacio Silva Naranjo (Chile, 29 de septiembre de 1990) es un futbolista chileno. Juega de mediocampista en el club Deportes Melipilla.

## Clubes
| Club               | País  | Año         |
| ------------------ | ----- | ----------- |
| Deportes La Serena | Chile | 2007 - 2012 |
| Deportes Melipilla | Chile | 2013 - 2015 |

- Datos: Q5950043